# Bågaliden
Bågalidens naturreservat ligger i Örnsköldsviks kommun, Björna socken. Det ligger 6 km sydväst om Locksta och omfattar 97 hektar. Det är också ett av Västernorrlands läns högsta berg med toppen på 530 meter över havet. Den alldeles runda Maltjärnen finns mitt i reservatet.

## Allmänt
Skogen vid Bågaliden är av naturskogskaraktär, gammal senvuxen granskog. Den hyser en hel del hotade arter.
Ändamålet med reservatet är att för framtiden bevara ett urskogsartat skogsekosystem och låta det utvecklas fritt samt att i begränsad omfattning underlätta för allmänheten att besöka området.
Området är av Regeringen antaget som Natura 2000-område enligt habitatdirektivet. De naturtyper som bidragit till att göra Bågaliden till Natura 2000-område är dystrofa sjöar och småvatten, västlig taiga och öppna svagt välvda mossar, fattiga och intermediära kärr och gungflyn. Vad gäller den västliga taigan är det frågan om undergrupperna gammal grandominerad skog och gamla barrblandskogar.

## Brandbevakningstorn
På toppen av Bågaliden finns ett gammalt brandbevakningstorn med tillhörande bevakningsstuga och radiomast. Från utsiktstornet har man en milsvid utsikt över norra Ångermanlands skogslandskap. Vid bevakningstornet finns också en övernattningsstuga.
Denna typ av bevakningstorn förekommer på några av de högst belägna bergen i länet. De var tidigare bemannande med brandvakter under torrare väderperioder vår och sommar. Från tornen kunde brandrök upptäckas på långt håll och larm snabbt slås för att få ut räddningstjänst och skogsbolagsfolk för att släcka skogsbränder. Denna typ av brandbevakning var i bruk fram till början av 1960-talet när brandflyget tog över denna uppgift.

## Lavar och svampar
I nordostsluttningen växer den sällsynta och fridlysta långskägglaven (Usnea longissima). Den finns på granar i gamla orörda skogar. I norra Ångermanland finns den i några gamla höghöjdsgranskogar som klarat sig undan skogsbrand. Långskägg klarar inte uttorkning, brand eller modernt skogsbruk och den förökas enbart vegetativt, det vill säga genom att delar av lavbålen lossnar och därefter med vindens hjälp sprids till närliggande träd och fäster.
Tillsammans med långskägg växer också violettgrå tagellav (Bryoria nadvornikiana) på granarna. ). På sälgar i skogen förekommer lunglav (Lobaria pulmonaria) och skrovellav (Lobaria scrobiculata).
I skogen finns gott om torrakor och på sina ställen även rikligt med lågor (låga = dött omkullfallet träd). I området har man också funnit ullticka (Phellinus ferrugineofuscus), gränsticka (Phellinus nigrolimitatus), doftskinn (Cystostereum murraii), tickmussling (Antrodia heteromorpha) och skuggblåslav (Hypogymnia vittata).
Alldeles i anslutning till reservatet förekommer mer långskägg.

## Bilder

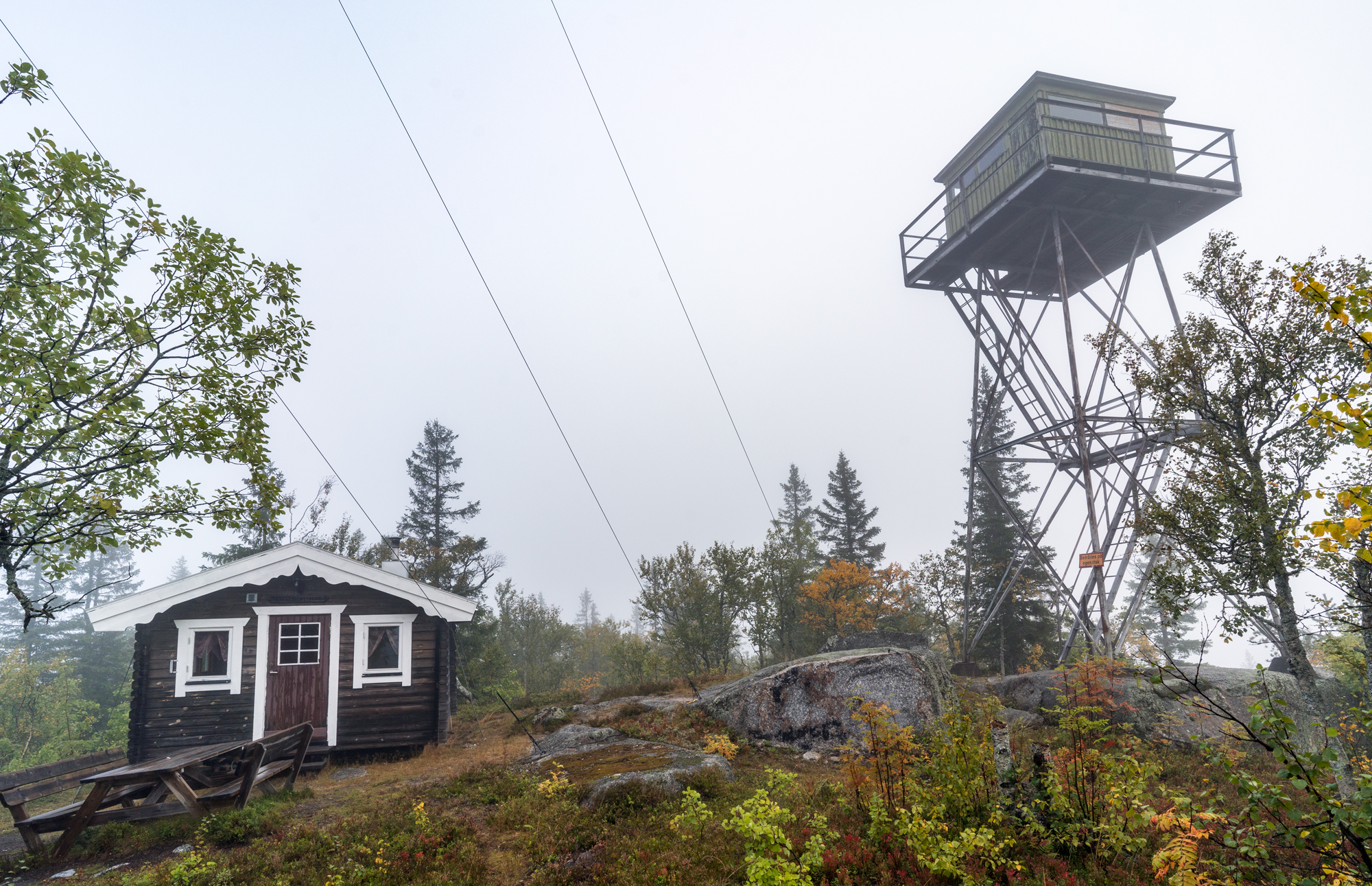
Toppstugan och brandbevakningstornet.
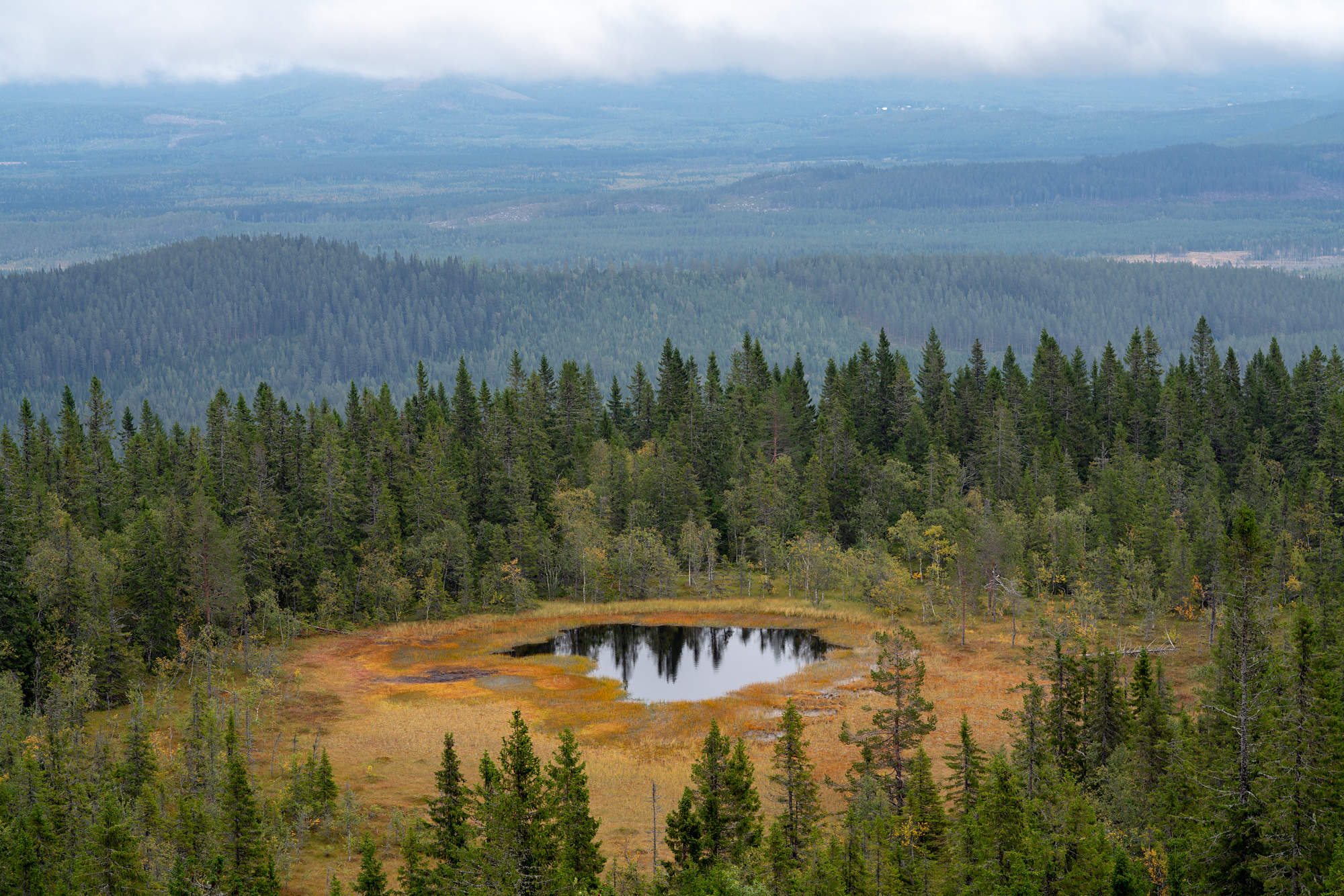
Vy mot Maltjärnen i SO från brandtornet på berget Bågaliden.
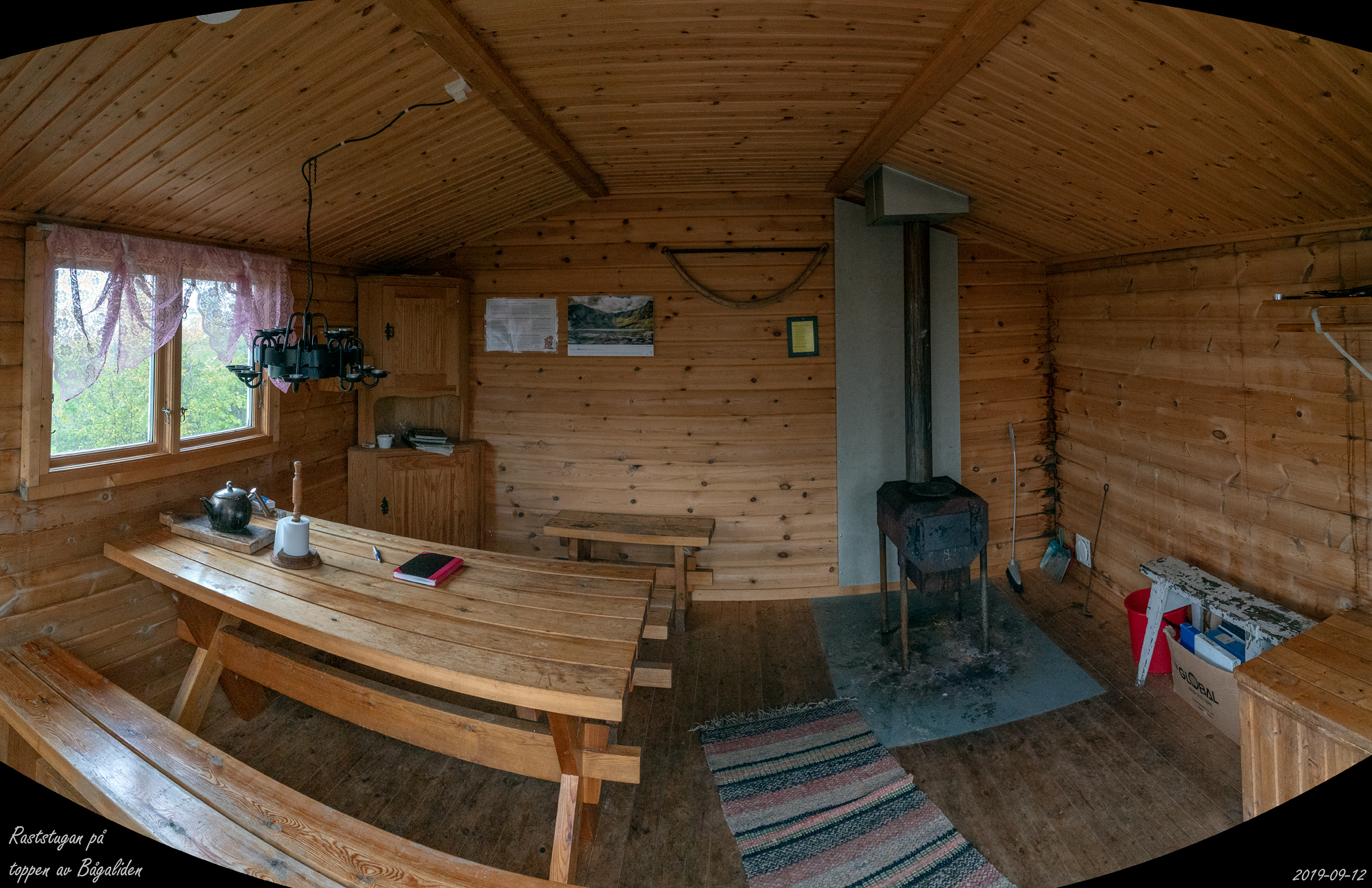
Interiör från toppstugan i Bågaliden.
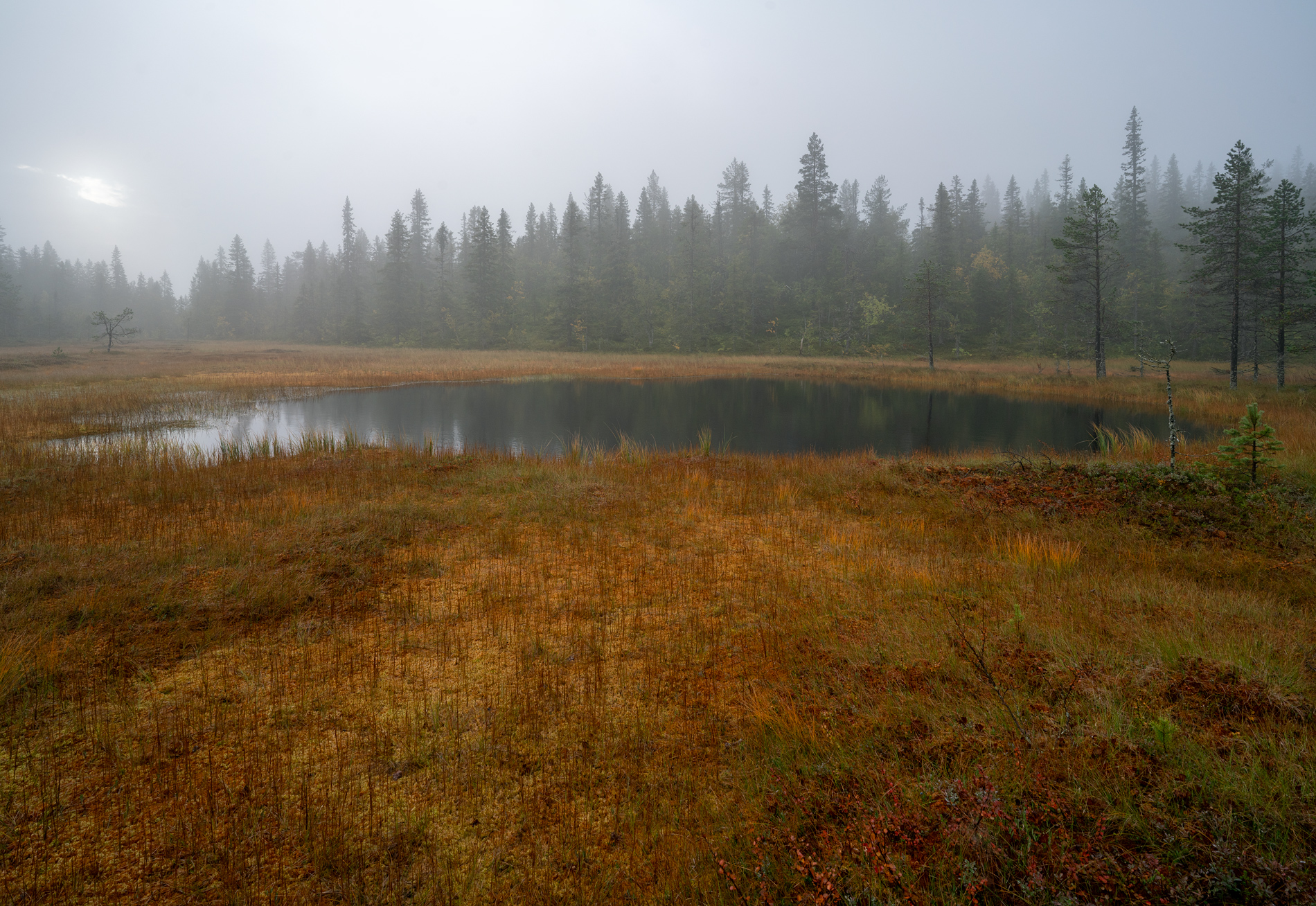
Dräppeltjärnen.
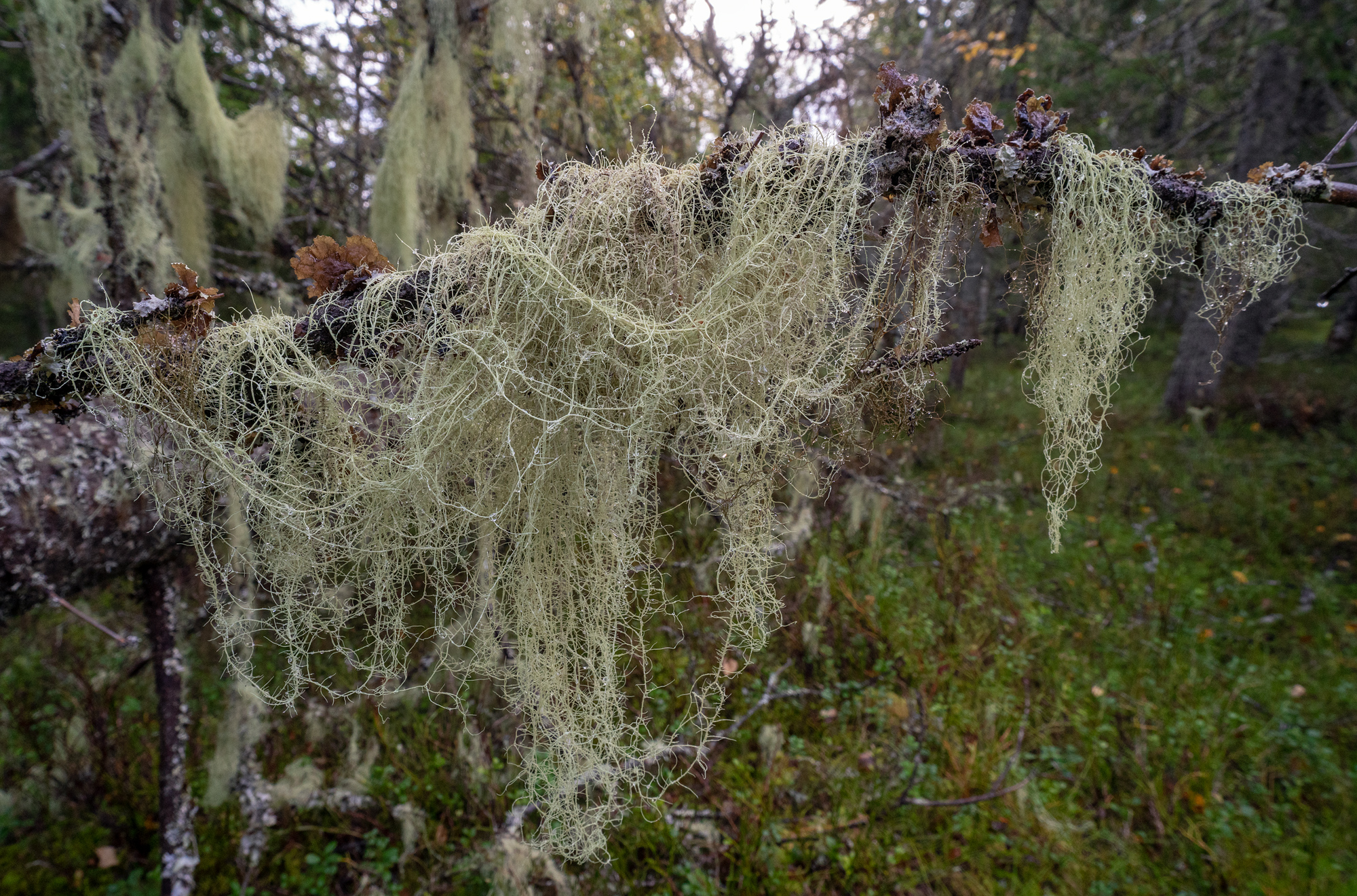
Skägglav.